# Kylbaffel
En kylbaffel eller klimatbaffel är en komponent i en klimatanläggning. Komponenten monteras vanligtvis i innertaket och kan finnas i passivt eller aktivt utförande. Det vanligaste är att systemet är ett kylsystem, men det finns även bafflar som kan användas både för kyla, värme och ventilation.